# Rumer (cantante)
Rumer alias en honor a Rumer Godden de Sarah Joyce (Islamabad, 1979) cantautora británica de música pop, jazz y soul. 
Nacida en Pakistán en 1979, es la menor de siete hermanos. El marido de su madre era un ingeniero británico en la Presa de Tarbela y vivían cerca de Islamabad. Su madre tuvo una relación con su cocinero y es el padre biológico de Sarah, aunque ninguno de los hermanos lo sabía y Sarah se enteró a los 11 años, cuando sus padres se divorciaron y volvieron a Inglaterra.  Sarah fue a un colegio en  Carlisle, que dejó a los 16 pasando un tiempo en una escuela de arte en Devon antes de mudarse a Londres.
Más tarde le diagnosticaron cáncer de pecho a su madre y se mudó a una caravana en New Forest para estar con ella. y comenzó a escribir canciones. Al morir su madre, se fue a una comuna del sur de Inglaterra en 2003, antes de regresar a Londres para intentar una carrera musical.

## Carrera musical

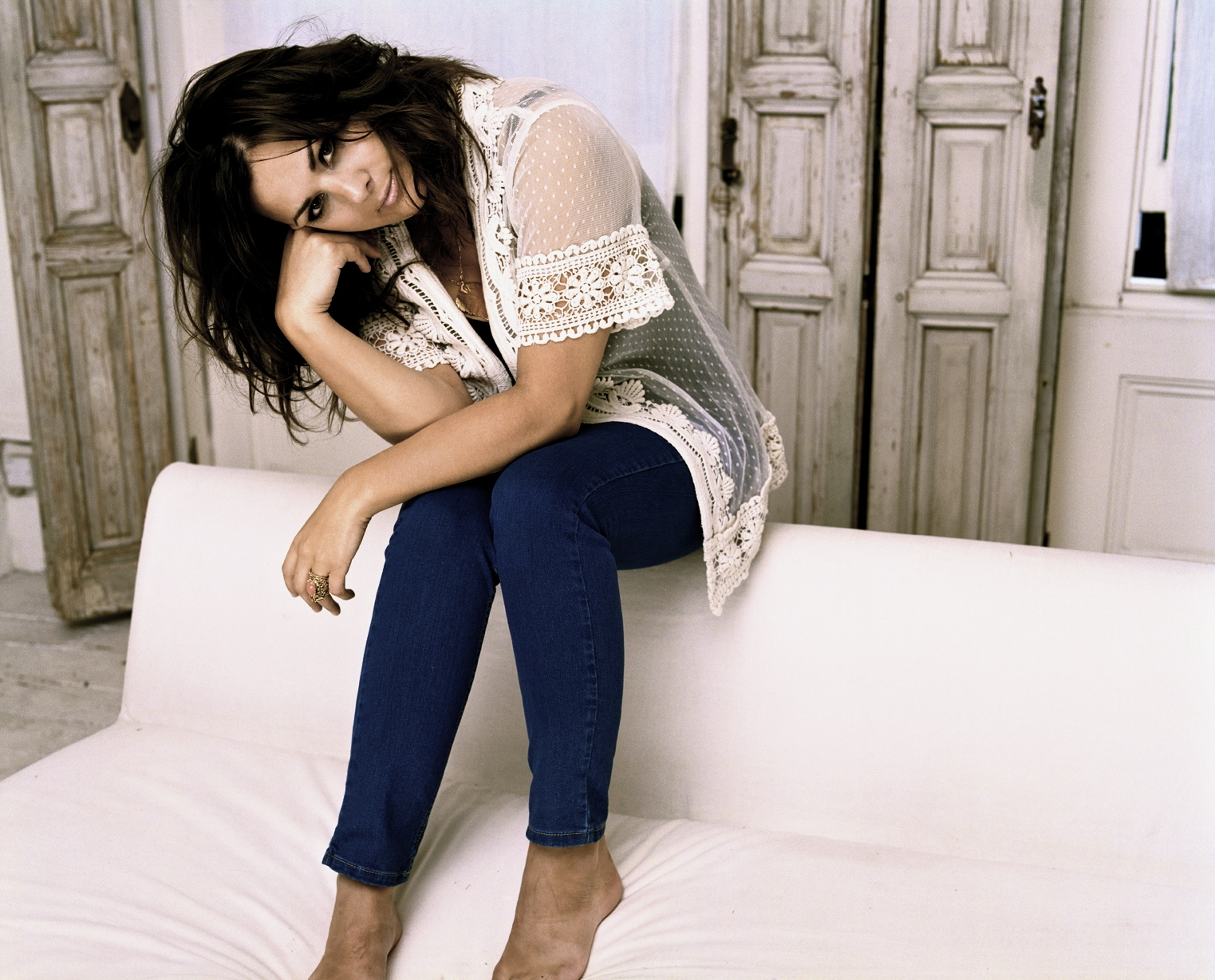
Rumer en 2010

Con el nombre de Sarah Prentice, Rumer tuvo cierto éxito en el círculo folk/indie con la banda La Honda entre 2000 y 2001. Su disco de debut en solitario Seasons of My Soul se publicó el 1 de noviembre de 2010 producido por su mentor, el músico Steve Brown. Su canción, "Slow", salió en Smooth FM, y el sencillo"Aretha" en BBC Radio 2 y fichó por Atlantic Records.
Acompañó al cantante Joshua Radin y a Jools Holland en su giras de 2010 que incluían una actuación en el Albert Hall londinense.

## Discografía

### Álbumes
- Seasons of My Soul, 2010
- Boys Don't Cry, 2012
- Into Colour, 2014
- Nashville tears - The songs of Hugh Prestwood, 2020

### Sencillos
- 2007: "Remember (Christmas)"
- 2010:	"Slow (canción)|Slow" UK #16[6]
- 2010:	"Aretha" UK #72[6]
- 2010:	"Sings Bacharach at Christmas" UK #78[6]
- 2011:	"Am I Forgiven"
- 2011:	"I Believe In You"
- 2011:	"I Wanna Roo You"
- 2012: "P.F. Sloan"
- 2012: "Sara Smile"
- 2014:	"Dangerous"
- 2014: "Reach Out"
- 2020: "Deep Summer in the Deep South"